# Ngư Câu La
Ngư Câu La (chữ Hán 鱼俱罗, thế kỷ VI - năm 613) là tướng lĩnh triều Tùy, người huyện Hạ Khuê, quận Phùng Dực (đông bắc Vị Nam thị, tỉnh Thiểm Tây).
Ông đi theo Tấn vương Dương Quảng bình định Nam Trần, có công bái khai phủ. Sau lại theo Dương Tố bình định Giang Nam Cao Trí Tuệ. Mỗi trận chiến đều lập công, phong thêm khai phủ, Cao Đường huyện công, là Điệp Châu tổng quản. Về sau, tùy tùng Dương Tố chinh phạt Đột Quyết, có công gia phong là Phong Châu tổng quản, sau chuyển thành An Châu thứ sử, Triệu quận thái thú. Năm 613, theo Tùy Dương đế chinh Cao Câu Ly. Quân chinh phạt trở về, Lưu Nguyên Tiến phản loạn, mệnh Ngư Câu La bình định. Ngư Câu La liên tiếp đánh bại Chu Tiếp, Quản Sùng, nhưng về sau lại tham tài vật, tại Đông đô bán thóc, bởi vì loạn Dương Huyền Cảm, giá cả ở Đông đô cực đắt, Ngư Câu La thu hoạch lợi lộc to lớn. Tùy Dương đế hoài nghi ông có chí khác (tạo phản), sự việc tiết lộ nên bị giết .
Con là Ngư Cán, du kích tướng quân. Con gái Ngư Cán gả ngự vũ giáo úy nhà Đường là Đỗ Thủ.